# Церковь Воскресения Словущего (Битягово)
Церковь Воскресения Словущего — православный храм в селе Битягово городского округа Домодедово Московской области. Принадлежит к Домодедовскому благочинию Подольской епархии Русской православной церкви.

## История
Первое упоминание о селе Битягово встречается в духовной грамоте великого князя Ивана I Даниловича Калиты 1339 года.
Раньше оно располагалось на правом высоком берегу реки Рожайи (ныне Рожайка), где также была построена деревянная церковь в честь Воскресения Христова. На левом берегу реки было основано новое село Битягово уже как помещичья усадьба. Здесь была перестроена деревянная Воскресенская церковь. На развилке дороги, ведущей к селу и мельнице, росла огромная многовековая сосна с иконой Спасителя, называемая прихожанами «святым деревом». Дерево было срублено и уничтожено в 1950-х годах.
Нынешний храм Воскресения Христова построен в 1670—1671 годах стольником Иваном Степановичем Телепневым. Об этом имеется запись:
В 1671–1672 годах прибыла вновь церковь Воскресения Христова в Московском уезде, в вотчине стольника Ивана Телепнева, в селе Битягове, и та церковь, по сказке, каковую подал в Патриарший казенный приказ человек его Олферко Байков, обложена данью, по указной статье, 26 алтын, заезда гривна, и в пустовой книге та пустовая церковная земля очищена. Да с той же новопостроенной церкви на прошлый 1671 год, по окладу 26 алтын, заезда гривна.
Первоначально здание храма состояло из отдельной пятиглавой летней Воскресенской церкви и равновеликого зимнего одноглавого Казанского придела. Рядом с ними были смеждные трапезные. Была и деревянная колокольня — вместо неё в 1867 году была выстроена новая кирпичная на белокаменном цоколе с белокаменными карнизами. В 1883 году в самом храме была проведена значительная реконструкция: был установлен новый иконостас, возведены купола и кресты, выполнены росписи стен, а древний фасадный орнамент заменили на гипсовую лепнину. В 1906 году церковь была отремонтирована в последний раз.
В 1930 году был распущен приход, разорено внутреннее убранство храма. Здание использовалось как зерно- и овощехранилище, а в колокольне стояла веялка. Затем здание было заброшено. К началу 1990-х годов уже потрескались полы и стены, разбиты своды алтарей и трапезной, обрушилась подвальная печь, а стены исписаны вандалами.
Первая литургия в храме после перерыва была совершена на Рождество Христово 1990 года. 3 декабря 2000 года состоялось Великое освящение церкви. Неподалёку от церкви находится старое кладбище с резными белокаменными надгробиями.
В настоящее время полностью восстановлена, работает воскресная школа.

## Описание
В описных книгах, составленных 29 сентября 1689 года подьячим поместного приказа Романом Ряховским церковь Воскресения в селе Битягово описана так:
Церковь Воскресения Христова каменная, крыта тесом, на ней 6 глав обиты черепицею зеленою, кресты древянны обиты железом белым, да в той церкви престол покрыт камкою белою… на колокольне 5 колоколов… да в приделе той церкви Пречистой Богородицы Казанской, теплая. В той же церкви с приделом в окнах 14 окончин стеклянных.
Здание, построенное из кирпича на белокаменном фундаменте, несмотря на реконструкцию, является типичным образцом московской архитектуры второй половины XVII века. Его сложная композиция необычайно живописна благодаря разной высоте и характеру выполнения отдельных предметов. Своеобразна структура памятника, который в прошлом состоял из двух смежных, ранее изолированными холодного и теплого изолированных храмов. Их бесколонные одноапсидные четверики объединены общей трапезной, примыкающей по оси к двухъярусной шатровидной колокольне. Последняя в своем облике сочетает в себе черты классицизма и русского стиля. Холодный двухъярусный храм увенчан глухим пятиглавием, пониженный тёплый северный придел — одноглавый. Своды в церквях закрыты, в трапезной — поздний парусный. От старого наружного убранства остались бордюрные карнизы с поребриком, ложные кокошники и треугольные углубления на парапетах, аркатура на барабанах. При ремонте 1883 года были утрачены треугольный и фигурный наличники. Когда-то украшением здания было покрытие куполов муравленой черепицей.
В решении обновленного интерьера есть стремление объединить закрытые ранее пространства. Стены и своды покрыты штукатуркой, скрывающей голосники. Живописное и лепное убранство рубежа XIX—XX веков, находившееся в плохом состоянии, заменено побелкой. Иконостасы новейшие. Пол из мраморных плит.